# 英埃战争
英埃战争（Anglo-Egyptian War），指英国和埃及在1882年进行的一场战争。
英国为了把埃及纳入版图，压制由艾哈邁德·阿拉比领导的民族解放运动，确保苏伊士运河的安全，首先行动。当年7月11日，英军舰队炮轰亚历山大港。同月15日，英军登陆，攻占港口。28日，埃军在道瓦爾戰役（英語：Battle of Kafr-el-Dawwar）中，击退了英军，暂缓了英军的攻势。英军随后将大量部队转移到苏伊士运河区域。8月2日，英军夺回了苏伊士运河。同月20日，英军又推进到了伊斯梅利亚。9月13日，英军在Battle of Tel el-Kebir中，彻底击败了埃军，在次日开入开罗。埃及从此成为了英国的殖民地，進入埃及英治時期，而阿拉比也被人流放到锡兰，1901年才获得释放。